# Edwige Fenech
Edwige Fenech (n. 24 decembrie 1948, Annaba, Franța) este o actriță și producătoare de film italiană de origine franceză. Este cunoscută mai ales ca vedeta unor serii de filme comedia sexy all'italiana⁠(d) și giallo lansate în anii 1970, care au transformat-o într-un sex simbol.

## Biografie
Fenech s-a născut în Bône, Constantine, Algeria franceză (acum Annaba, provincia Annaba, Algeria), dintr-un tată maltez și o mamă siciliană. A crescut împreună cu mama sa în Nisa (Franța). Aici a studiat dansul și a dorit să devină medic. Ea a fost remarcată la 14 ani de un impresar și i s-a oferit un mic rol ca Gina în filmul Toutes folles de lui regizat de Norbert Carbonnaux⁠(d). În mai 1967 a participat la concursul de frumusețe Lady France, iar câteva luni mai târziu a câștigat locul trei la concursul de frumusețe Lady Europe unde a reprezentat Franța.

### Carieră cinematografică
Fenech s-a mutat de la Nisa la Roma în 1967 pentru primul ei film italian Samoa, regina della giungla (Samoa, regina junglei) regizat de Guido Malatesta⁠(d). În 1968, a intrat sub contract cu regizorul austriac Franz Antel⁠(d) și, de la sfârșitul anilor 1960 până la începutul anilor 1970, a jucat în diferite filme ale lui Antel (inclusiv în aclamata sa serie Frau Wirtin), precum și în filme ale lui Franz Marischka⁠(d). 

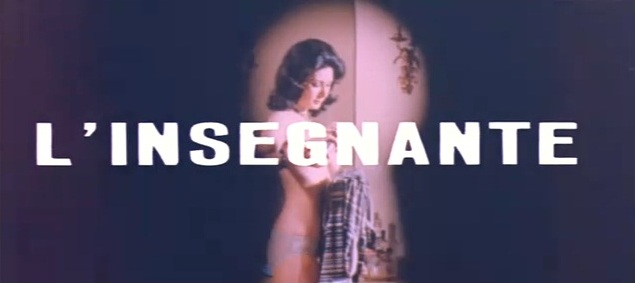
Edwige Fenech ca L'insegnante (profesoară)

Fenech a jucat în mai multe genuri cinematografice, dar cel mai mare succes comercial al său a venit cu filmele commedia sexy all'italiana, în special  Quel gran pezzo dell'Ubalda tutta nuda e tutta calda și Giovannona Coscialunga disonorata con onore, precum și următoarele serii l'insegnante (profesoară), la soldatessa (soldat), la poliziotta (polițista) și alte filme în care Fenech a interpretat profesii stereotipe, care au susținut în continuare poziția lui Fenech ca cea mai populara actriță a genului. Ea a jucat adesea împreună cu Carlo Giuffré și mai târziu cu Renzo Montagnani⁠(d) în filme commedia sexy.
Fenech a apărut, de asemenea, în numeroase filme giallo ca de exemplu The Seducers⁠(d), Five Dolls for an August Moon⁠(d), The Strange Vice of Mrs. Wardh⁠(d), Your Vice Is a Locked Room and Only I Have the Key⁠(d), All the Colors of the Dark⁠(d), The Case of the Bloody Iris⁠(d), Strip Nude for Your Killer⁠(d) sau Phantom of Death⁠(d).

### Carieră ulterioară
În anii 1980, a devenit o personalitate de televiziune, apărând de obicei împreună cu Barbara Bouchet⁠(d) într-un talk-show la televiziunea italiană. După mulți ani de muncă în producția de filme, a coprodus Neguțătorul din Veneția (2004) împreună cu Al Pacino și ulterior a acceptat oferta lui Eli Roth⁠(d) de a juca într-un alt film, Căminul ororilor 2 (Hostel 2). Quentin Tarantino a denumit în onoarea ei personajul Ed Fenech (Mike Myers) din Ticăloși fără glorie și a invitat-o pe Fenech la premiera din Italia a filmului său.

## Viață personală
Fenech a fost căsătorită cu producătorul de film italian Luciano Martino⁠(d) din 1971 până în 1979.
La mijlocul anilor 1990, a fost logodită cu cunoscutul industriaș italian Luca di Montezemolo. Fiul ei Edwin (născut în 1971) a lucrat în compania ei de producție și a fost CEO al Ferrari Asia-Pacific, Ferrari Greater China și Ferrari North America. 

## Filmografie
| An   | Titlu | Rol                          | Regizor                   | Note                     |
| ---- | --- | ---------------------------- | ------------------------- | ------------------------ |
| 1967 | Toutes folles de lui                                                                                              | Gina                         | Norbert Carbonnaux        |                          |
| 1968 | Samoa, Queen of the Jungle / Samoa, regina della giungla (Samoa, Regina Junglei)                                  | Samoa                        | Guido Malatesta           |                          |
| 1968 | The Son of Black Eagle / Il figlio di Aquila Nera                                                                 | Nastacia                     | Guido Malatesta           |                          |
| 1968 | Sexy Susan Sins Again / Frau Wirtin hat auch einen Grafen                                                         | Céline                       | Franz Antel               |                          |
| 1969 | The Seducers / Top Sensation                                                                                      | Ulla                         | Ottavio Alessi            |                          |
| 1969 | House of Pleasure / Frau Wirtin hat auch eine Nichte                                                              | Rosalie Bobinet              | Franz Antel               |                          |
| 1969 | Komm liebe Maid und mache...                                                                                      | Felicitas                    | Giuseppe Zaccariello      |                          |
| 1969 | Madame and Her Niece / Madame und ihre Nichte                                                                     | Yvette                       | Eberhard Schröder         |                          |
| 1969 | Heads or Tails / Testa o croce                                                                                    | Manuela                      | Piero Pierotti            |                          |
| 1969 | Der Mann mit dem goldenen Pinsel                                                                                  | Hong-Kong                    | Franz Marischka           |                          |
| 1969 | Alle Kätzchen naschen gern                                                                                        | Blande                       | Giuseppe Zaccariello      |                          |
| 1969 | Madame Bovary / Die nackte Bovary (Păcatele Doamnei Bovary)                                                       | Emma Bovary                  | Hans Schott-Schöbinger    |                          |
| 1970 | Satiricosissimo                                                                                                   | Poppaea Sabina               | Mariano Laurenti          |                          |
| 1970 | Five Dolls for an August Moon                                                                                     | Marie Chaney                 | Mario Bava                |                          |
| 1970 | Don Franco e Don Ciccio nell'anno della contestazione / Don Franco e Don Ciccio nell'anno della contestazione     | Anna Bellinzoni              | Marino Girolami           |                          |
| 1970 | Le Mans, Shortcut to Hell / Le Mans scorciatoia per l'inferno                                                     | Cora                         | Osvaldo Civirani          |                          |
| 1971 | The Strange Vice of Mrs. Wardh / Lo strano vizio della signora Wardh                                              | Julie Wardh                  | Sergio Martino            |                          |
| 1971 | Le calde notti di Don Giovanni (Don Giovanni și nopțile fierbinți)                                                | Aiscia                       | Alfonso Brescia           |                          |
| 1971 | Desert of Fire / Deserto di fuoco                                                                                 | Juana                        | Renzo Merusi              |                          |
| 1972 | All the Colors of the Dark / Tutti i colori del buio                                                              | Jane Harrison                | Sergio Martino            |                          |
| 1972 | The Case of the Bloody Iris / Perché quelle strane gocce di sangue sul corpo di Jennifer?                         | Jennifer Osterman            | Giuliano Carnimeo         |                          |
| 1972 | Il tuo vizio è una stanza chiusa e solo io ne ho la chiave (Viciul tău e o cameră închisă de la care eu am cheia) | Floriana                     | Sergio Martino            |                          |
| 1972 | Quando le donne si chiamavano madonne                                                                             | Giulia Varrone               | Aldo Grimaldi             |                          |
| 1972 | Frumoasa Antonia                                                                                                  | Antonia                      | Mariano Laurenti          |                          |
| 1972 | Quel gran pezzo dell'Ubalda tutta nuda e tutta calda (Ubalda, o femeie fierbinte)                                 | Ubalda                       | Mariano Laurenti          |                          |
| 1973 | Fuori uno sotto un altro... arriva il passatore                                                                   | Mora                         | Giuliano Carnimeo         |                          |
| 1973 | Giovannona Coscialunga disonorata con onore                                                                       | Giovannona Coscialunga       | Sergio Martino            |                          |
| 1973 | La vedova inconsolabile ringrazia quanti la consolarono (Văduva neconsolată mulțumește celor care au consolat-o)  | Catarina Prevosti            | Mariano Laurenti          |                          |
| 1973 | Mean Frank and Crazy Tony / Frank și Tony                                                                         | Orchidea                     | Michele Lupo              |                          |
| 1973 | Anna, quel particolare piacere (Anna, cu deosebită plăcere)                                                       | Anna Lovisi                  | Giuliano Carnimeo         |                          |
| 1974 | Innocenza e turbamento (Inocență și neliniște)                                                                    | Carmela Paternò              | Massimo Dallamano         |                          |
| 1974 | La signora gioca bene a scopa?                                                                                    | Eva                          | Giuliano Carnimeo         |                          |
| 1975 | Grazie... nonna                                                                                                   | Marianna Persiquetti         | Marino Girolami           |                          |
| 1975 | The School Teacher / L'insegnante                                                                                 | Giovanna Pagaus              | Nando Cicero              |                          |
| 1975 | Strip Nude for Your Killer / Nude per l'assassino                                                                 | Magda Cortis                 | Andrea Bianchi            |                          |
| 1975 | Il vizio di famiglia                                                                                              | Suzie                        | Mariano Laurenti          |                          |
| 1975 | La moglie vergine (Soția fecioară)                                                                                | Valentina                    | Marino Girolami           |                          |
| 1976 | Sex with a Smile / 40 gradi all'ombra del lenzuolo (40 de grade sub cearceaf)                                     | Emilia Chiapponi             | Sergio Martino            | (segment "La cavallona") |
| 1976 | La poliziotta fa carriera (Polițista face carieră)                                                                | Gianna Amicucci              | Michele Massimo Tarantini |                          |
| 1976 | Evil Thoughts / Cattivi pensieri                                                                                  | Francesca Marani             | Ugo Tognazzi              |                          |
| 1976 | La pretora (Judecătoarea)                                                                                         | Viola Orlando / Rosa Orlando | Lucio Fulci               |                          |
| 1976 | La dottoressa del distretto militare (Asistentă la secția militară)                                               | Dr. Elena Dogliotti          | Nando Cicero              |                          |
| 1977 | La vergine, il toro e il capricorno (Fecioara, Taurul și Capricornul)                                             | Gioia Ferretti               | Luciano Martino           |                          |
| 1977 | Taximetrista | Marcella                     | Michele Massimo Tarantini |                          |
| 1977 | La soldatessa alla visita militare (O femeie în armată)                                                           | Eva Marini                   | Nando Cicero              |                          |
| 1978 | The Greatest Battle / Il grande attacco                                                                           | Danielle                     | Umberto Lenzi             |                          |
| 1978 | L'insegnante va in collegio (Profesoara merge la colegiu)                                                         | Monica Sebastiani            | Mariano Laurenti          |                          |
| 1978 | L'insegnante viene a casa (Profesoara vine acasă)                                                                 | Luisa De Dominicis           | Michele Massimo Tarantini |                          |
| 1978 | La soldatessa alle grandi manovre (Femeia soldat în aplicație)                                                    | Dottoressa Eva Marini        | Nando Cicero              |                          |
| 1978 | Amori miei | Deborah                      | Steno                     |                          |
| 1979 | La poliziotta della squadra del buon costume (Polițista de la moravuri)                                           | Gianna D'Amico               | Michele Massimo Tarantini |                          |
| 1979 | Dottor Jekyll e gentile signora                                                                                   | Barbara Wimply               | Steno                     |                          |
| 1979 | Saturday, Sunday and Friday                                                                                       | Eng. Tokimoto                | Sergio Martino            | (segment "Sabato")       |
| 1979 | Hot Potato | Maria                        | Steno                     |                          |
| 1980 | Il ladrone (Hoțul)                                                                                                | Deborah                      | Pasquale Festa Campanile  |                          |
| 1980 | I'm Photogenic / Sono fotogenico                                                                                  | Cinzia Pancaldi              | Dino Risi                 |                          |
| 1980 | La moglie in vacanza... l'amante in città (Soția în vacanță... Amantul în oraș)                                   | Giulia                       | Sergio Martino            |                          |
| 1980 | Zucchero, miele e peperoncino (Zahăr, miere și piper)                                                             | Amalia Passalacqua           | Sergio Martino            |                          |
| 1980 | Catherine and I                                                                                                   | Elisabetta                   | Alberto Sordi             |                          |
| 1980 | Il ficcanaso | Susanna Luisetti             | Bruno Corbucci            |                          |
| 1981 | Asso | Silvia                       | Castellano &amp; Pipolo   |                          |
| 1981 | Tais-toi quand tu parles!                                                                                         | Béatrix                      | Philippe Clair            |                          |
| 1981 | Cornetti alla crema (Cornuri cu cremă)                                                                            | Marianna Tribalzi            | Sergio Martino            |                          |
| 1981 | O polițistă la New York                                                                                           | Gianna Amicucci / La Pupa    | Michele Massimo Tarantini |                          |
| 1982 | Don't Play with Tigers / Ricchi, ricchissimi... praticamente in mutande                                           | Francesca Del Prà            | Sergio Martino            |                          |
| 1982 | Il paramedico (Paramedicul)                                                                                       | Nina Miglio                  | Sergio Nasca              |                          |
| 1982 | An Ideal Adventure / Sballato, gasato, completamente fuso                                                         | Patrizia Reda                | Stefano Vanzina           |                          |
| 1984 | Vacanze in America                                                                                                | Miss De Romanis              | Carlo Vanzina             |                          |
| 1988 | Phantom of Death / Un delitto poco comune (Un delict mai puțin comun)                                             | Hélène Martell               | Ruggero Deodato           |                          |
| 1993 | Private Crimes / Delitti privati                                                                                  | Nicole Venturi               | Sergio Martino            | 4 episoade               |
| 2000 | Il fratello minore                                                                                                |                              | Stefano Gigli             |                          |
| 2007 | Hostel: Part II                                                                                                   | Art Class Professor          | Eli Roth                  |                          |